# كورنيليو روبي
كورنيليو روبي (بالرومانية: Corneliu Robe) (23 مايو 1908 في بوخارست ، رومانيا – 4 يناير 1969 في بوخارست، رومانيا) لاعب كرة قدم روماني كان يجيد اللعب خط الوسط .

## السيرة الذاتية

### الأندية
لعب روبي طوال مسشيرته الرياضية في ناديين اثنين وهما أوليمبيا بوخارست وأونيريا ترايكولور بوخارست . بدأ روبي مع الفريق الأول في سنة 1925 ثم انتقل إلى الفريق الثاني في سنة 1932 وبقي فيه حتى اعتزاله اللعب في 1937 وقد كان عمره يناهز 29 سنة .

### المنتخب
لعب روبي 14 مباراة دولية مع منتخب رومانيا من دون أن ينجح في تسجيل أي هدف في الفترة من 1930 إلى 1935 . كانت أول مباراة دولية في مواجهة منتخب الأوروغواي في بطولة كأس العالم لكرة القدم 1930 . آخر مبارياته الدولية كانت في 1 يناير 1935 في مواجهة منتخب يوغوسلافيا .

## روابط خارجية
- كورنيليو روبي على موقع الاتحاد الدولي (مؤرشف)  (الإنجليزية)
- كورنيليو روبي على موقع قاعدة بيانات كرة القدم.إي يو (الإنجليزية)
- كورنيليو روبي على موقع ناشيونال فوتبول تيمز (الإنجليزية)
- كورنيليو روبي على موقع Soccerway.com (الإنجليزية)